# Pémanes
Les Pémanes (en latin Paemani ou Faemani) étaient un peuple celto-germanique installé dans les Ardennes, certainement dans la région de la Famenne.
Ils étaient rattachés aux tribus belges. En 57 av. J.-C., les légions de César vainquirent la confédération des tribus belges lors de la bataille du Sabis. Avant la bataille, des informations des Remi, une tribu alliée avec Rome, établissent que les Germani (Condruses, Eburons, Caeraesi, et Paemani) ont promis environ 40.000 hommes. 

## Étymologie
Bernard Sergent distingue parmi les Belges à la fois des Celtes, des Germains celtisés et des peuples appartenant au « bloc du nord-ouest » de Kuhn (Pémanes, Ménapiens, Sunuques). On observe en effet la conservation dans certains mots d'un [p] indo-européen, alors qu'il s'est amuï en celtique et est passé à [f] en germanique (première mutation consonantique). Certains ethnonymes semblent en effet avoir conservé ce [p] dont Paemani (possible cognat du grec ποιμήν poimên « berger »).